# Centris rhodophthalma
Centris rhodophthalma är en biart som beskrevs av Pérez 1911. Centris rhodophthalma ingår i släktet Centris och familjen långtungebin. Inga underarter finns listade.